# Slavko Ciglenečki
Slavko (Ladislav) Ciglenečki, slovenski arheolog, * 24. januar 1949, Celje.
Diplomiral je 1972 iz arheologije na ljubljanski Filozofski fakulteti in prav tam 1987 tudi doktoriral. Leta 1973 je kot sodelavec (od 1996 znanstveni svetnik) Inštituta za arheologijo ZRC SAZU začel proučevati poznoantično obdobje in čas preseljevanja ljudstev na ozemlju Slovenije ter v sosednih območij Alp in Balkanskega polotoka. Izdal je naše temeljno arheološko delo Višinske utrdbe iz časa 3. do 6. stoletja v vzhodnoalpskem prostoru.  V njem podaja pregled teh utrdb, tipe, kronologijo zgodovinsko ozadje njihovega nastanka in propada. Je tudi izredni profesor na Oddelku za arheologijo FF v Ljubljani. V letih 1993-2002 je urejal Arheološki vestnik.

## Dela
- Višinske utrdbe iz časa 3. do 6. stoletja v vzhodnoalpskem prostoru. Ljubljana : Slovenska akademija znanosti in umetnosti, 1987 (COBISS)
- Between Ravenna and Constantinople: Rethinking Late Antique Settlement Patterns (Založba ZRC, 2023) - monografija o poznoantičnih naselitvenih vzorcih med Raveno in Konstantinoplom